# Jersey Films
Pour les articles homonymes, voir Jersey (homonymie).
Jersey Films est une société de production de cinéma américaine créée par l'acteur Danny DeVito.

## Filmographie sélective
- 1992 : Hoffa de Danny DeVito
- 1994 : Génération 90 (Reality Bites) de Ben Stiller
- 1994 : Pulp Fiction de Quentin Tarantino
- 1994 : 8 secondes (8 Seconds) de John G. Avildsen
- 1995 : Get Shorty de Barry Sonnenfeld
- 1998 : Hors d'atteinte (Out of Sight) de Steven Soderbergh
- 2000 : Erin Brockovich, seule contre tous (Erin Brockovich) de Steven Soderbergh
- 2001 : How High de Jesse Dylan
- 2005 : Be Cool de F. Gary Gray
- 2007 : Écrire pour exister (Freedom Writers) de Richard LaGravenese